# 川部町 (いわき市)
川部町（かわべまち）は、福島県いわき市にある大字である。郵便番号は979-0153。

## 地理
いわき市南部の勿来地区に属する。北で田人町旅人、東で山田町、沼部町、三沢町、南で山玉町、西で田人町南大平とそれぞれ隣接する。概ね市町村制以前の菊多郡小川村の流れを汲む地域である。二級水系鮫川中流右岸部にて支流の四時川下流域と中流域左岸部、荷路夫川右岸部に囲まれた区域を範囲とする。大部分を山林が占める。四時川沿いの平地では水田が広がり、国道や県道の旧道沿いを中心に市街地が広がる。また鮫川と支流の合流点付近の平地にも住宅などが立地する。植田町内に所在するいわき南警察署及び錦町に所在する勿来消防署がそれぞれ管轄にあたる。

### 河川
- 鮫川
  - 四時川
    - 四時ダム（四時湖）

  - 荷路夫川

### 主な字
字
複数の字を持つが、地名の表記に「字」の文字は使用されない。
- 前ノ内
- 寺前
- 坂下
- 沢上
- 根小屋

- 橋本
- 梅田
- 禾ノ宮
- 塩田
- 寺田

- 成作
- 北ノ内
- 富沢
- 横根
- 大友

- 松ノ下
- 大平
- 佐倉
- 大久保
- 大沢

- 赤坂
- 宮前
- 川原
- 日照田

## 歴史
- 1874年10月10日 - 泉藩領上小川村、下小川村が合併し、小川村が発足する[4]。
- 1879年1月27日 - 小川村が福島県内における郡区町村制の施行により菊多郡の村となる[4]。
- 1889年4月1日 - 町村制の施行により小川村が沼部村、瀬戸村、山玉村、三沢村と合併し、菊多郡川部村が新たに発足する。り、旧小川村域は川部村の大字となる[4]。
- 1896年4月1日 - 菊多郡と周辺郡との合併により石城郡が発足し、石城郡川部村となる[4]。
- 1955年4月29日 - 川部村が勿来町、山田村、植田町、錦町と合併、勿来市が新たに発足し、勿来市の大字となる[4]。
- 1966年10月1日 - 勿来市が平市・常磐市・内郷市・磐城市、石城郡小川町・遠野町・四倉町・川前村・田人村・好間村・三和村、双葉郡久之浜町・大久村と合併しいわき市となり、いわき市勿来地区の大字となる[4]。

## 世帯数と人口
2023年10月31日現在の世帯数と人口は以下の通りである。
| 大字   | 世帯数  | 人口  |
| ------ | ------- | ----- |
| 川部町 | 292世帯 | 698人 |

## 小・中学校の学区
市立小・中学校に通う場合、学区は以下の通りとなる。
| 番地           | 小学校               | 中学校               |
| -------------- | -------------------- | -------------------- |
| 下記を除く全域 | いわき市立川部小学校 | いわき市立川部中学校 |
| 松ノ下、大平   | いわき市立菊田小学校 | いわき市立植田小学校 |

## 交通

### 道路
- 国道289号
  - 四時バイパス
    - 四時大橋
    - 四時トンネル
- 福島県道134号皿貝勿来停車場線

## 施設
- いわき市立川部中学校
- いわき市立川部小学校
- 川部郵便局
- 四時ダム管理所（川部町大沢169-1）[6]